# Arthur Okun
Arthur Melvin Okun (ur. 28 listopada 1928 w Jersey City, zm. 23 marca 1980 w Waszyngtonie) – amerykański ekonomista, przewodniczący Rady Doradców Ekonomicznych w latach 1968–1969, profesor Uniwersytetu Yale.
Sformułował prawo Okuna, dotyczące współzależności wielkości bezrobocia i wzrostu gospodarczego.